# اچ‌ام‌اس مدوی (۱۷۵۵)
اچ‌ام‌اس مدوی (۱۷۵۵) (به انگلیسی: HMS Medway (1755)) یک کشتی بود که طول آن ۱۵۰ فوت (۴۵٫۷ متر) بود. این کشتی در سال ۱۷۵۵ ساخته شد.